# Josh Scott
Josh Scott (Monument, 13 luglio 1993) è un cestista statunitense.